# Clam (mollusque)
Pour les articles homonymes, voir Clam (homonymie).
Taxons concernés
- Voir textemodifier

Clam est le nom vernaculaire de plusieurs espèces de mollusques bivalves comestibles ayant la forme de grandes palourdes, dont notamment :
- Arctica islandica, le Clam d'Islande ;
- les espèces du genre Mercenaria ;
- les espèces du genre Meretrix (en), dont Meretrix meretrix (nl).

Ce terme dérive de l'anglais du Xe siècle dans le sens de « lien, chaîne, objet destiné à serrer ». Ce terme est analogue au néerlandais klamp ou à l'allemand Klamm qui désigne le même type de mollusque.

## Pathologies
En 2015, a été identifiée aux États-Unis une pathologie affectant les clams ; la leucémie des clams (Clam leukemia pour les anglophones), une sorte de cancer transmissible, qui a décimé une partie des populations sauvages de clams ,, et qui pourrait s'être transmise aux moules d'élevage, à moins qu'une maladie du même type soit apparue chez les moules (moule bleue).